# Dipterus
Dipterus is een geslacht van uitgestorven vissen uit de onderklasse der longvissen (Dipnoi). De vissen werden ongeveer vijfendertig centimeter lang.

## Beschrijving
Dipterus waren kleine vissen met een slank lichaam, bedekt door afgeronde, tegelachtige schubben. Het hoofd was smal, de ogen relatief groot, de mond gericht. De schedel had een ingewikkelde opstelling van kleine botten rond de ogen en kaken. De randen van de kaak waren tandeloos. Net als bij latere longvissen, zaten een paar grote kauwplaten bedekt met zwaar gemineraliseerd dentine in het midden van het verhemelte. Ze dienden waarschijnlijk als brekers voor voedsel met harde schaal. Voordien werden kleinere tandachtige structuren gevonden. Dipterus is de oudste longvis met craniale ribben, wat suggereert dat hij al lucht heeft ingeademd
Beide rugvinnen zaten ver achterover, net voor de staartvin. De eerste rugvin was kleiner dan de tweede. Beiden zaten op een vlezige steel. De staartvin was heterocerk, recht voor haar was een kleine anale vin. De bekken- en borstvinnen waren smal, langwerpig en naar het einde gericht. Het lange centrale deel was gespierd en werd ondersteund door symmetrisch geplaatste botten. Dipterus leefde in zoet water en was carnivoor.

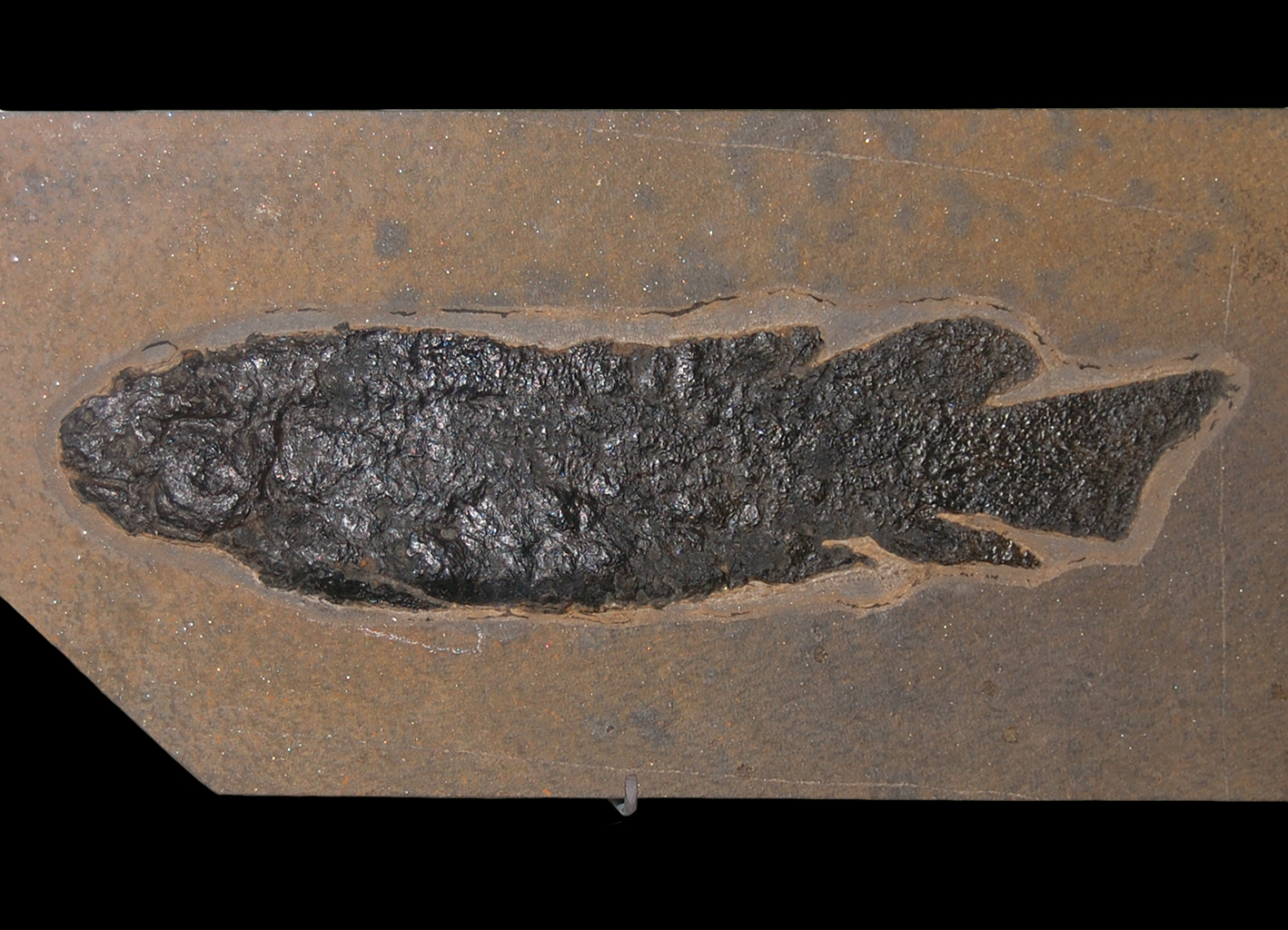
Fossiel van een Dipterus
OUMNH

## Leefwijze
Het uiterst veranderlijke klimaat dat gedurende het Midden- en Boven-Devoon heerste dwong vele waterdieren de periodiek uitdrogende wateren in. Meren droogden snel op om enige tijd later weer overstroomd te worden en vissen met een longademhaling zagen kans daarvan gebruik te maken. Dipterus was daar een van. De zwemblaas, een luchtzak verbonden met de slokdarm, ontwikkelde zich tot een luchtreservoir en stelde de dieren in staat om atmosferische lucht te ademen. Deze ademhaling was zowel in als buiten het water bruikbaar.

## Vondsten
Vondsten zijn gedaan in Europa (met name Duitsland en Schotland).